# Liste der Kulturdenkmale in der Ernztalgemeinde
In der Liste der Kulturdenkmale in Ernztalgemeinde sind alle Kulturdenkmale der luxemburgischen Gemeinde Ernztalgemeinde aufgeführt (Stand: 26. September 2022).

## Kulturdenkmale nach Ortsteil

### Eppeldorf
| Bild           | Bezeichnung                                    | Lage                   | Beschreibung | Stufe | Eingetragen seit |
| -------------- | ---------------------------------------------- | ---------------------- | ------------ | ----- | ---------------- |
| Weitere Bilder | Kirche St-Lambert mit historischer Ausstattung | Gaich/Rullewee (Karte) |              | PCN   | 21. Oktober 1968 |
|                |                                                | 1, Rullewee (Karte)    |              | PCN   | 26. Juni 2020    |

### Ermsdorf
| Bild           | Bezeichnung          | Lage                       | Beschreibung | Stufe | Eingetragen seit |
| -------------- | -------------------- | -------------------------- | ------------ | ----- | ---------------- |
| Weitere Bilder | Kreuzerhöhungskirche | Gilsduerferstrooss (Karte) |              | PCN   | 5. Februar 2021  |

### Folkendingen
| Bild           | Bezeichnung                              | Lage               | Beschreibung | Stufe | Eingetragen seit |
| -------------- | ---------------------------------------- | ------------------ | ------------ | ----- | ---------------- |
| Weitere Bilder | Kapelle St-Mathias                       | (Karte)            |              | PCN   | 5. Februar 2021  |
|                | Schloss Folkendingen mit Umfassungsmauer | Haus Nr. 1 (Karte) |              | PCN   | 25. Februar 2022 |

### Medernach
| Bild           | Bezeichnung                                            | Lage                         | Beschreibung | Stufe | Eingetragen seit |
| -------------- | ------------------------------------------------------ | ---------------------------- | ------------ | ----- | ---------------- |
| Schulgebäude   | Schulgebäude                                           | 30, rue de Savelborn (Karte) |              | PCN   | 7. Mai 2004      |
| Weitere Bilder | Kirche Sts-Pierre-et-Paul mit historischer Ausstattung | rue Knaeppchen (Karte)       |              | PCN   | 7. Mai 2004      |
| Gebäude        | Gebäude                                                | 1, Millewee (Karte)          |              | PCN   | 12. Februar 2010 |
|                | Archäologische Fundstätte                              | Kengert (Karte)              |              | PCN   | 11. Februar 2022 |
| Wohnhaus       | Wohnhaus                                               | 8, rue de Savelborn (Karte)  |              | IS    | 24. Januar 2014  |

### Pletschette
| Bild | Bezeichnung                                           | Lage                   | Beschreibung | Stufe | Eingetragen seit   |
| ---- | ----------------------------------------------------- | ---------------------- | ------------ | ----- | ------------------ |
|      | Wohnhaus und Wirtschaftsgebäude des Pletschette-Hofes | Pletschterhaff (Karte) |              | PCN   | 14. September 2018 |

### Savelborn
| Bild           | Bezeichnung      | Lage                 | Beschreibung | Stufe | Eingetragen seit |
| -------------- | ---------------- | -------------------- | ------------ | ----- | ---------------- |
| Weitere Bilder | Kapelle St-Aubin | an der CR358 (Karte) |              | PCN   | 5. Februar 2021  |

### Stegen
| Bild           | Bezeichnung          | Lage                      | Beschreibung | Stufe | Eingetragen seit |
| -------------- | -------------------- | ------------------------- | ------------ | ----- | ---------------- |
| Stieleiche     | Stieleiche           | beim Stracksmoor (Karte)  |              | PCN   | 5. Oktober 2001  |
| Weitere Bilder | Kirche St-Barthélémy | Schierenerstrooss (Karte) |              | PCN   | 5. Februar 2021  |

Legende: PCN – Immeubles et objets bénéficiant des effets de classement comme patrimoine culturel national; IS – Immeubles et objets inscrits à l’inventaire supplémentaire

## Quelle
- Liste des immeubles et objets beneficiant d’une protection nationales, Nationales Institut für das gebaute Erbe, Fassung vom 12. September 2022, S. 126 f. (PDF)

- Karte mit allen Koordinaten:
- OSM |
- WikiMap